# Snecma

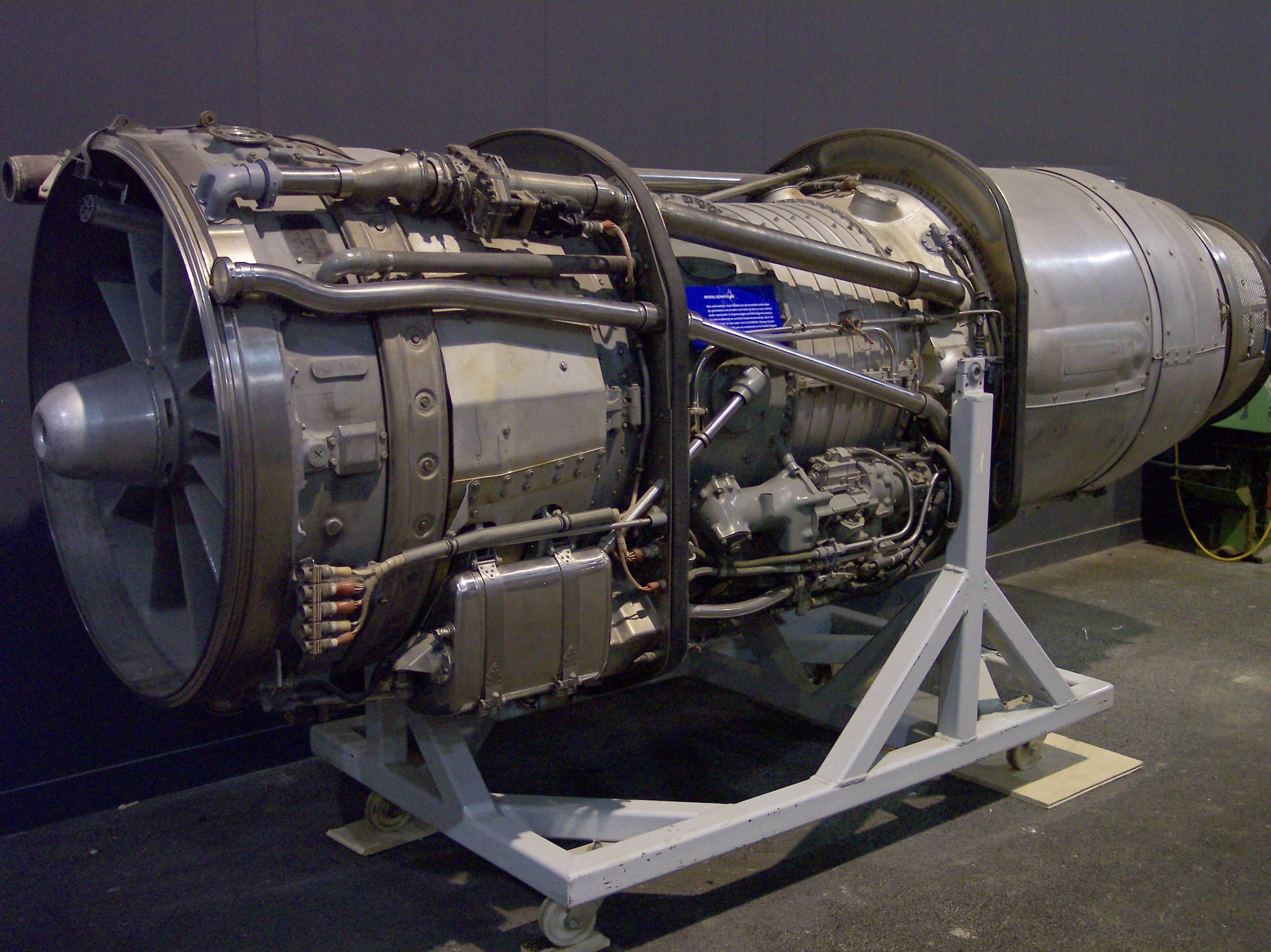
Rolls Royce/Snecma Olympus 593 för överljudsflygplanet Concorde

Snecma (Société Nationale d'Étude et de Construction de Moteurs d'Aviation) var en fransk statligt ägd flygmotortillverkare. Det fusionerades 2005 med franska Sagem till Safran.
Snecma bildades 1945 genom nationalisering av den franska flygmotortillverkaren Gnome et Rhône. Något år senare integrerqdes det nationaliserade motorföretaget Établissments Regnier i Snecma,meffortsatt tillverkning av SNECMA Régnier 4L. År 1961 bildade Snecma och Bristol Siddeley ett samriskföretag för att tillverka jetmotorerna till passagerarflygplanet Concorde. Motorn var en vidareutveckling av Bristol Olympus.
År 1968 köpte Snecma spanska Hispano-Suiza, den franska flygplanstillverkaren Socata och italienska Bugatti.